# Жозе Карлуш Шварц
Жозе Карлуш Шварц (на португалски: José Carlos Schwarz) е поет, музикант и политик от Гвинея Бисау. Смятан е за един от най-важните и влиятелни музиканти на страната.

## Биография
Роден е в Бисау в 1949 година. Пише на португалски и на френски, но пее на местния креол. В 1970 година заедно с група приятели формира групата Cobiana Djazz. След получаването на независимост от Гвинея-Бисау в 1974 година Шварц става директор на департамента по изкуствата и културата и отговаря и за въпросите на младежта. В 1977 година започва да работи в посолството на Гвинея-Бисау в Куба. На 27 май 1977 година загива в самолетна катастрофа край Хавана.